# Kvarteren Oxford och Coimbra

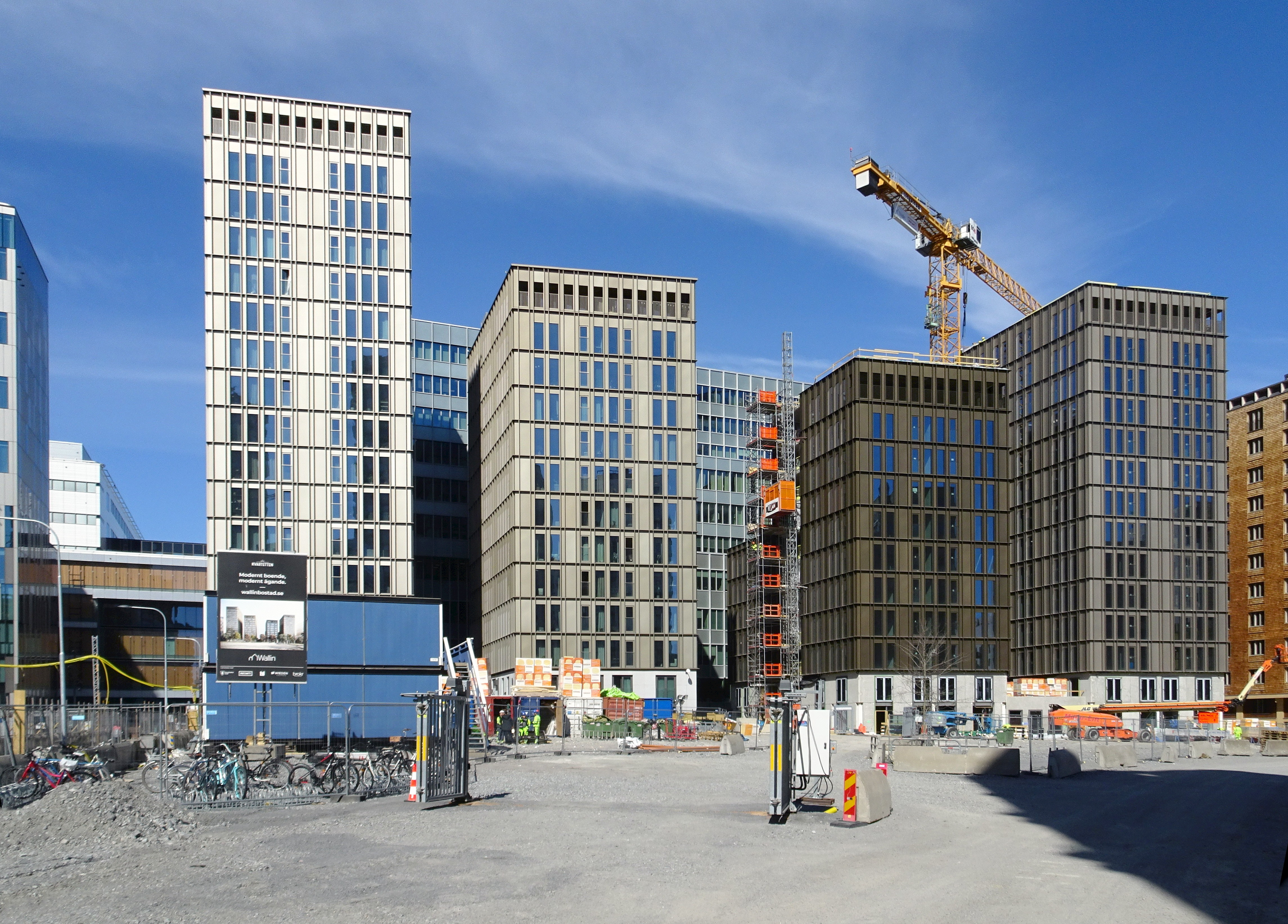
Till vänster "Oxford", till höger "Coimbra", april 2022.

Kvarteren Oxford och Coimbra är två grannkvarter i Hagastaden i Stockholm på gränsen till Solna. Bebyggelsen består av fyra bostadshus som tillsammans bildar en kvartett och kallas därför även ”Kvartetten”. De ritades av Wingårdh arkitektkontor och två av husen på kvarteret Oxford nominerades till Årets Stockholmsbyggnad 2022.

## Planering
Områdets detaljplan upprättades av stadsarkitekten Aleksander Wolodarski och fastställdes i april 2011. Kvarteren anordnades täta, gatorna skulle vara smala och husen höga. Inspirationen kom från bland annat Chicago med sina trånga stadskvarter. Samtliga byggnader i denna del av Hagastaden påverkades av läget ovanpå Norra länkentunneln, vilket krävt låg vikt och ett byggande utan ställningar.
Kvarteren Oxford och Coimbra är uppkallade efter de kända universiteten Oxford och Coimbra och anknyter till samma kategori av kvarter som fick sina namn efter universiteten Harvard, Stanford, Yale, Bologna, Humboldt, Greifswald och Sorbonne. Gatorna uppkallades efter svenska kvinnliga lärare, forskare och uppfinnare, bland dem Ninni Kronberg, Anna Stecksén, Betty Pettersson, Maria Aspman och Johanna Hedén.

## Byggnadsbeskrivning

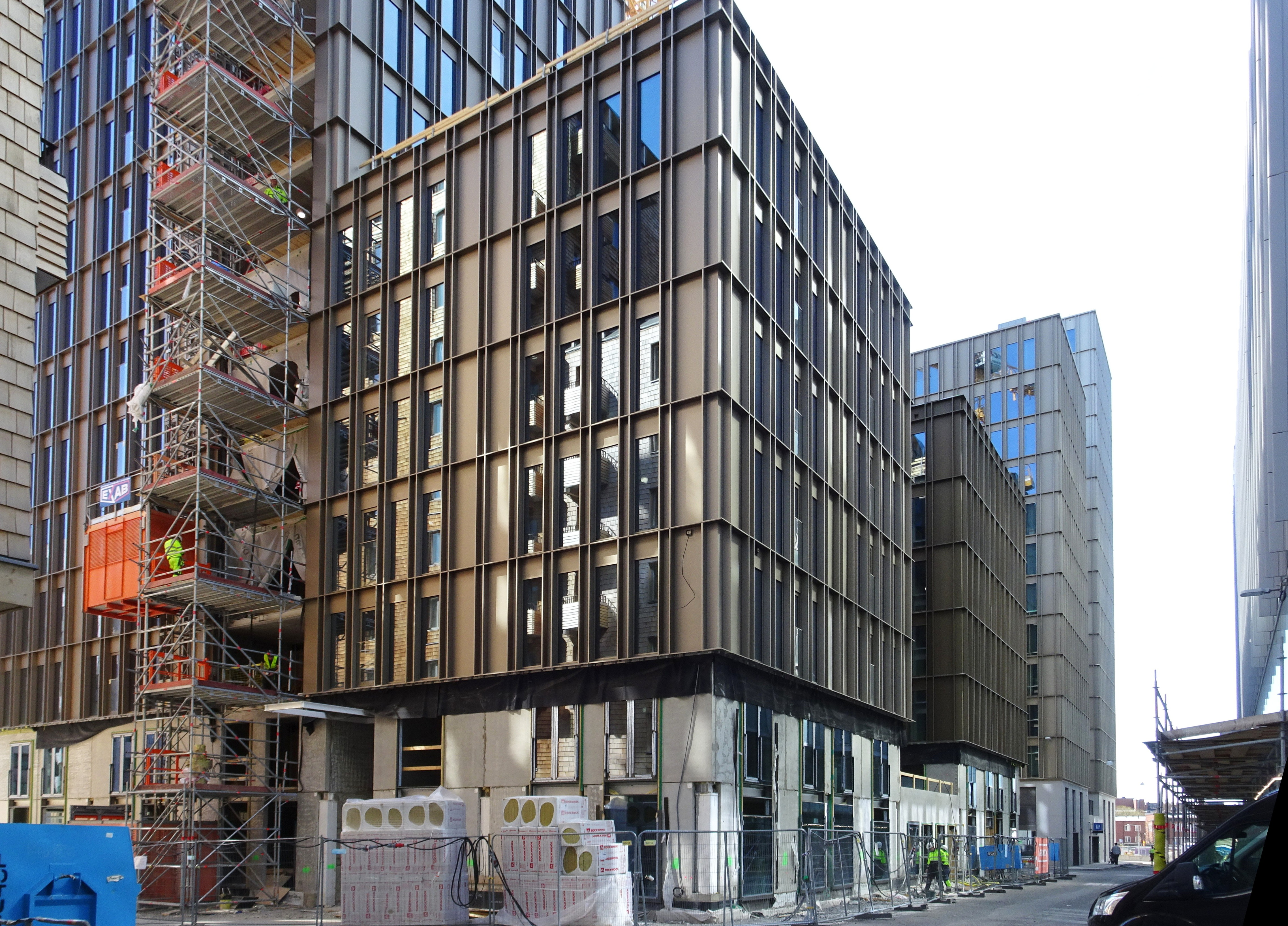
Fasaderna mot Ninni Kronbergs gata.

I juni 2016 fick byggnads- och fastighetsbolaget Erik Wallin AB en markanvisning av Stockholms stad. Anvisningen avsåg 265 bostäder fördelade på kvarteren Oxford och Coimbra med fyra byggnader i 10 till 17 våningar. Till arkitekt anlitades Wingårdh arkitektkontor. Den första gjutningen utfördes i oktober 2018 och avsåg några upp till fyra meter höga betongbalkar som utgjorde fundament över Norra länken E4/E20.
Wingårdh arkitektkontor gestaltade de fyra husen individuellt med olika höjd dock en gemensam materialpalett som ger hela ”Kvartetten” en exteriör samhörighet. Husen sammanbinds två och två med varsin upphöjd gård där emellan. Fasaderna kläddes med våningshöga element i aluminium och glas. Metallen anodiserades i fyra bruna nyanser, en för varje hus. Vertikala och horisontala ”ribbor” skapar djup i fasaden och ger husen karaktär.
Fastigheten Oxford 1 med de första båda husen i ”Kvartetten” färdigställdes 2021 och nominerades tillsammans med nio andra kandidater till Årets Stockholmsbyggnad 2022. Juryns kommentar löd:
| ” | Ett exempel på vår tids stad och dess framväxt med nya uttryck för bostadsarkitektur. Byggnaderna kännetecknas av kvalitet, rytm, fasader med fina detaljer och tilltalande proportioner. Plåt är ett udda materialval för bostäder men plåtens ton knyter väl an till Stockholms färgpalett. En arkitektur som uppstått utifrån förutsättningar som kommer av byggandet över en tunnel. | „ |

## Bilder

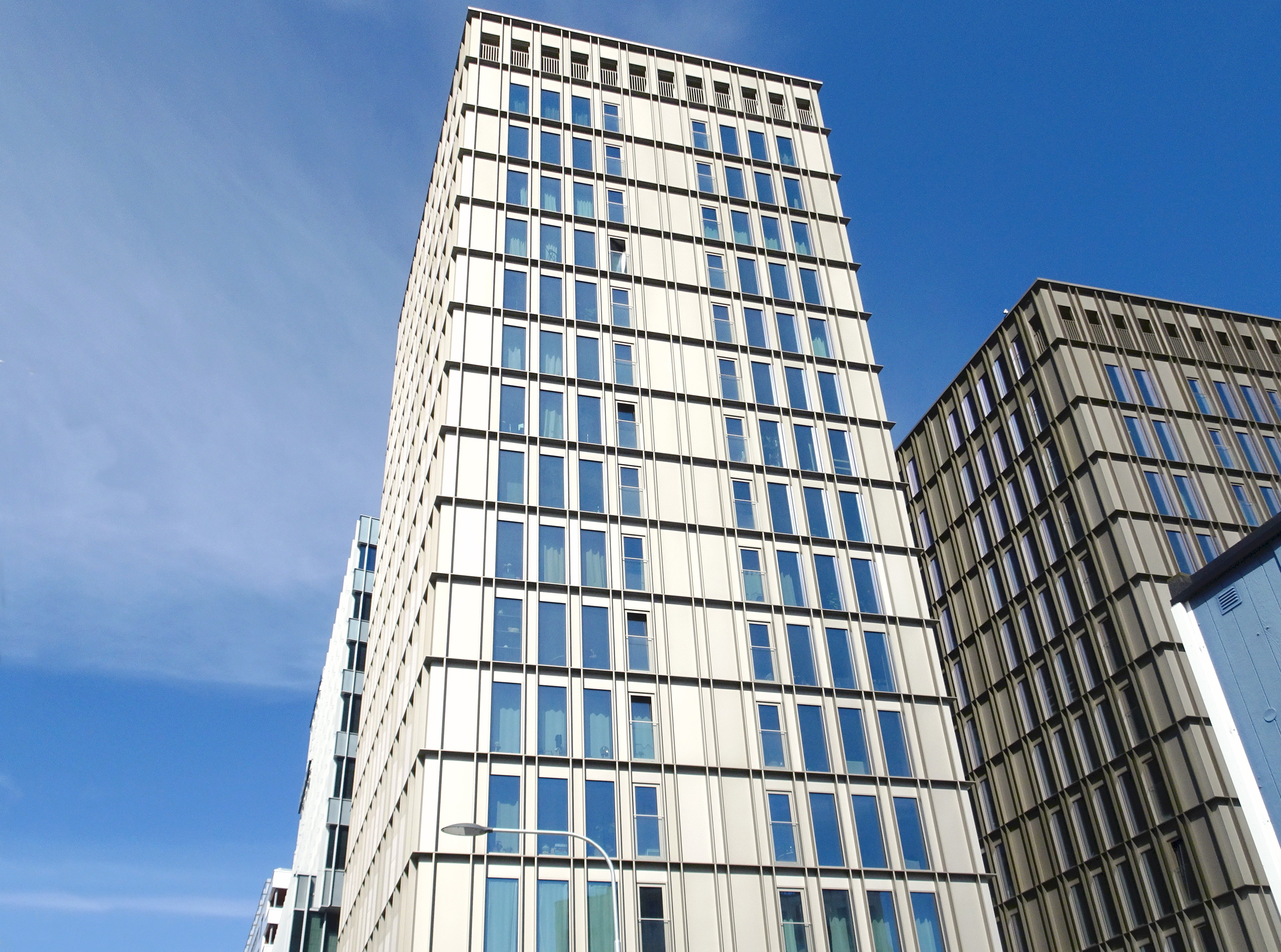
Oxford till vänster och Coimbra.
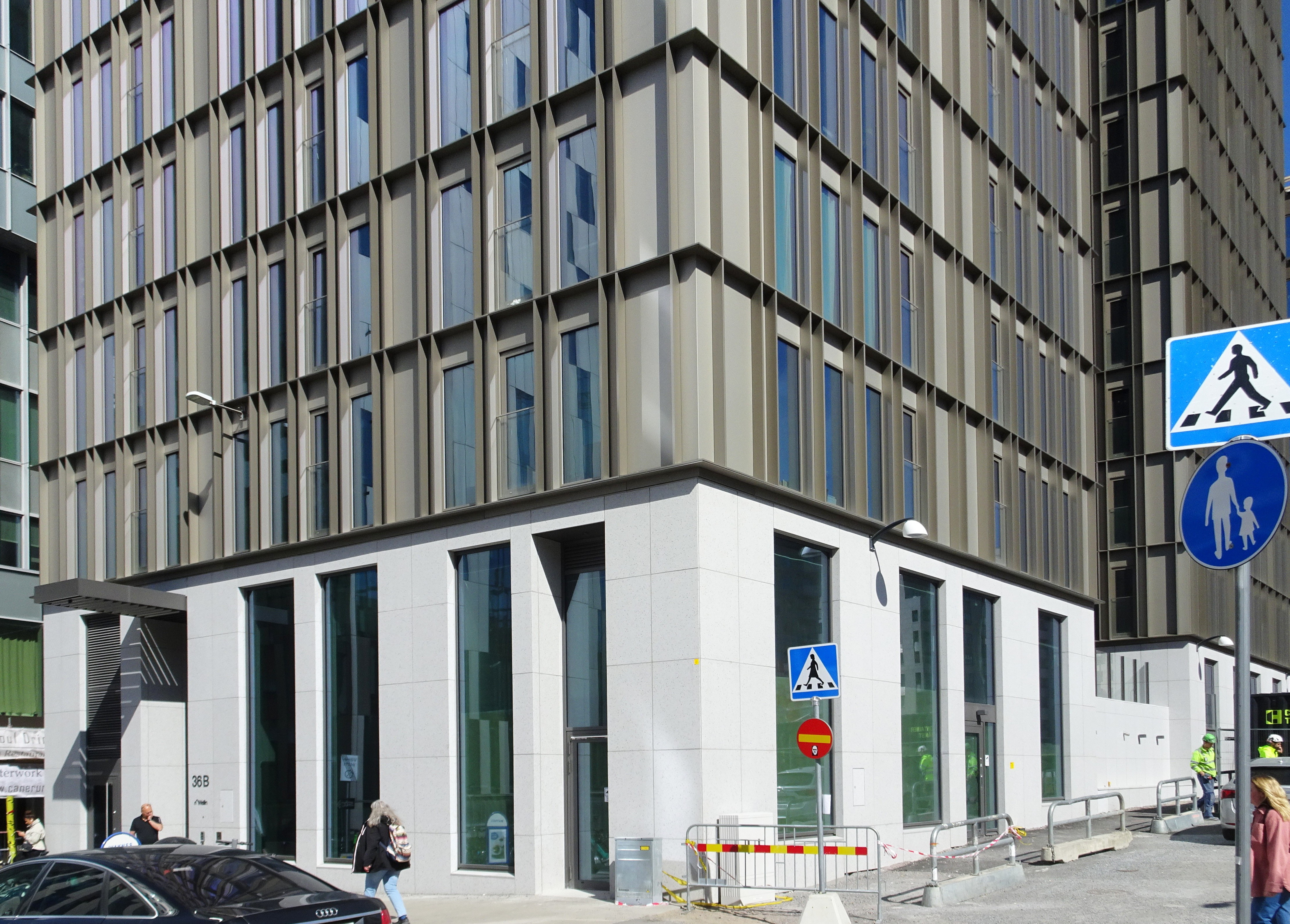
Oxford, bottenvåning.
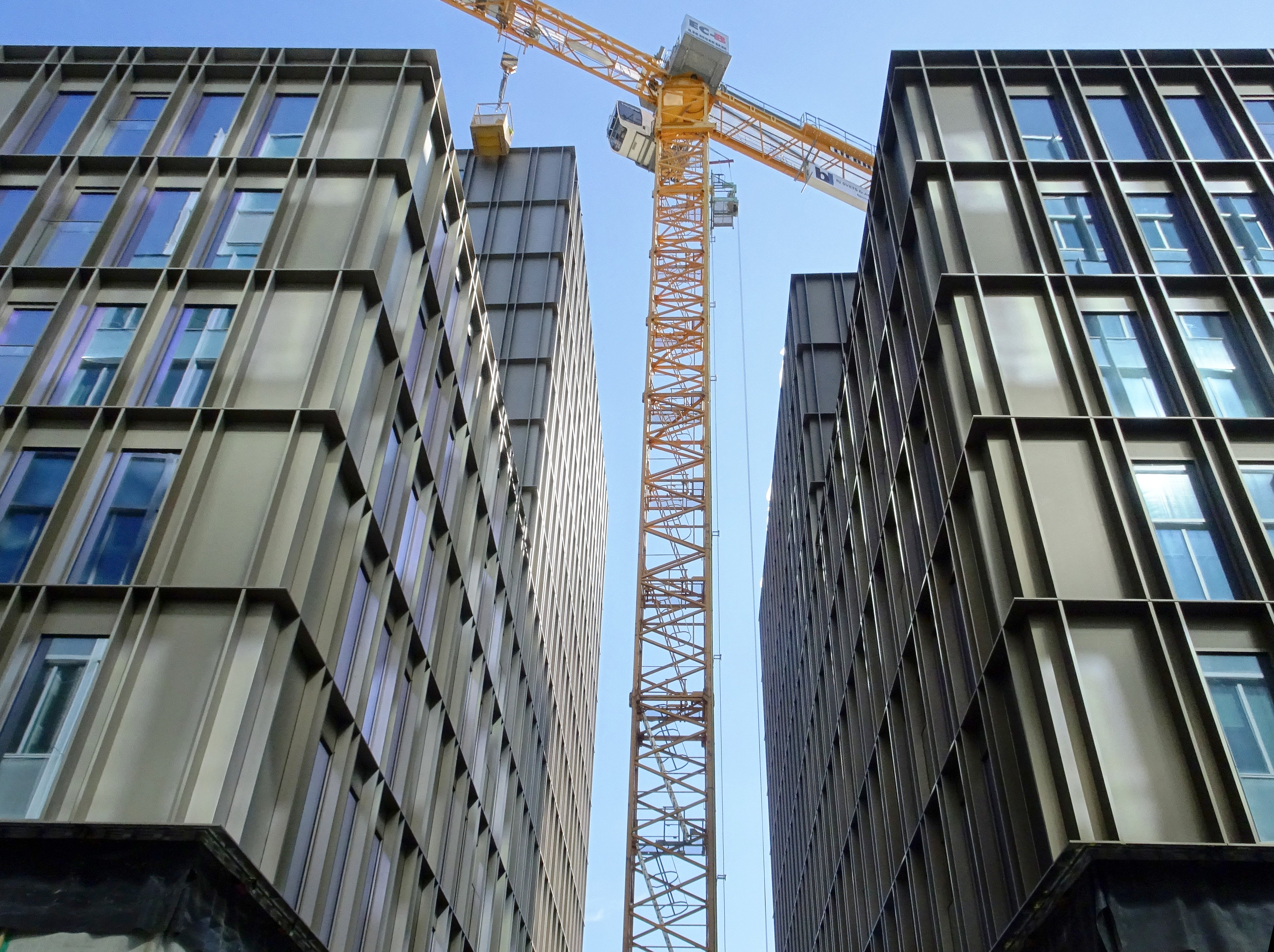
Coimbras båda hus från norr.
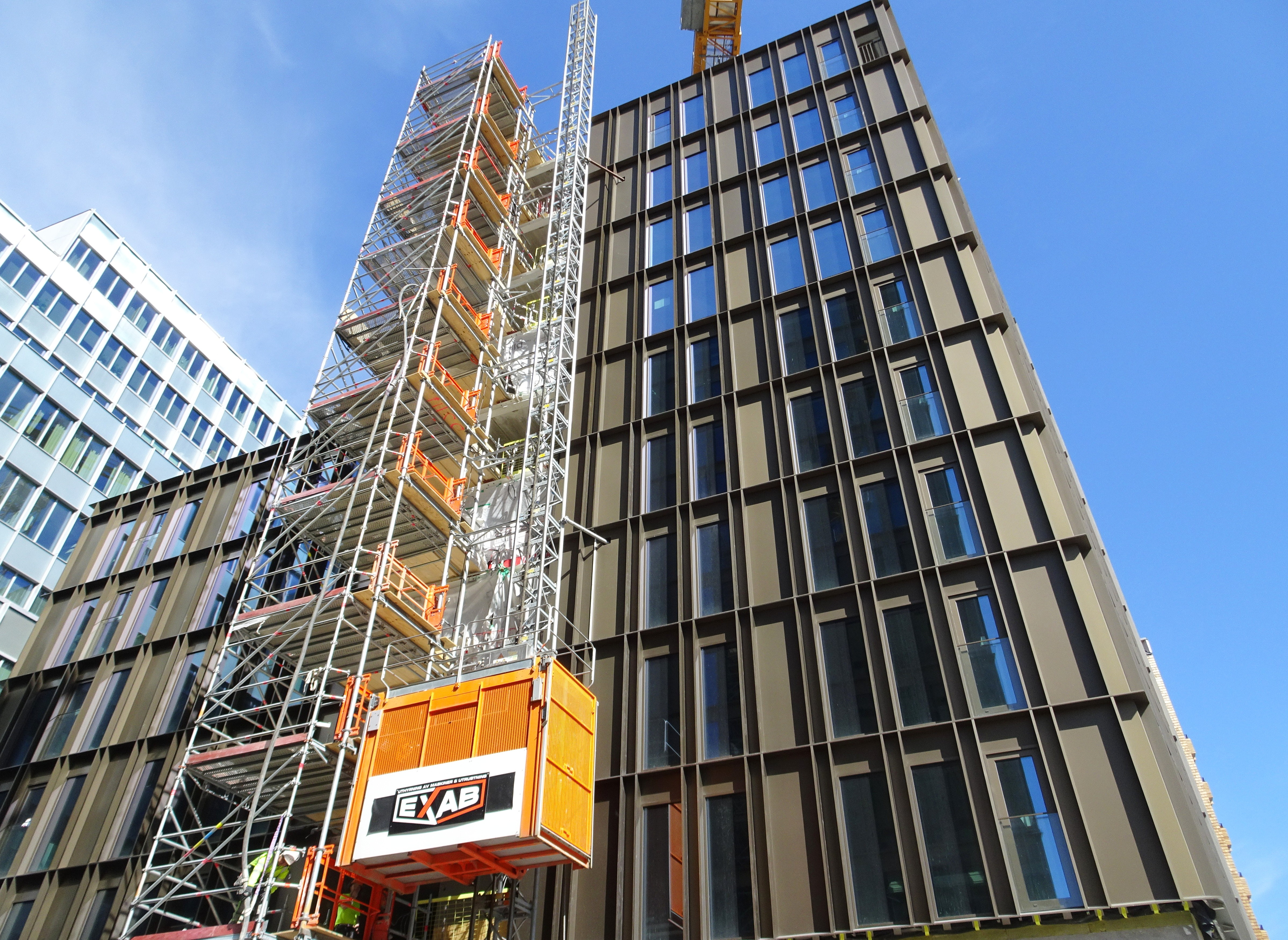
Coimbras västra hus från väster.